# Corse (race bovine)
Pour les articles homonymes, voir Corse (homonymie).
La corse est une race bovine française.

## Origine
Elle est exclusivement dans son terroir d'origine : l'île de Corse. Selon les théories, elle serait une descendante directe d'un type d'aurochs arrivé sur l'île dès la préhistoire, ou ferait partie du rameau des vaches brunes de l'Atlas. Elle serait alors la seule race française issue de ce rameau et aurait probablement été introduite dans l'île dès l'Antiquité, comme des vaches auxquelles elle ressemble : Sarda en Sardaigne, mallorquina, menorquina aux Baléares, etc. Elle ne possède pas de livre généalogique, cependant, des études ont montré que son isolement pendant plusieurs millénaires a permis de constituer une population homogène stable. En 2001, il y avait 28 000 vaches et 1 300 taureaux en monte naturelle, pour six taureaux en insémination artificielle. L'effectif est stable et 60 % des femelles reproduisent en race pure.

## Morphologie
Elle porte une robe fauve, avec des nuances qui vont du froment au châtain foncé, en passant par le gris. Le ventre est souvent plus clair. Les muqueuses sont foncées. Les taches sont rares. Les cornes en lyre sont portées haut. C'est une race de petite taille et de poids réduit. La vache mesure 1,15 m pour 280 kg, et le taureau 1,20 m pour 350 kg.
Elle aurait servi avant 1939 à reconstituer l'Aurochs de Heck avec d'autres races bovines.

## Aptitudes

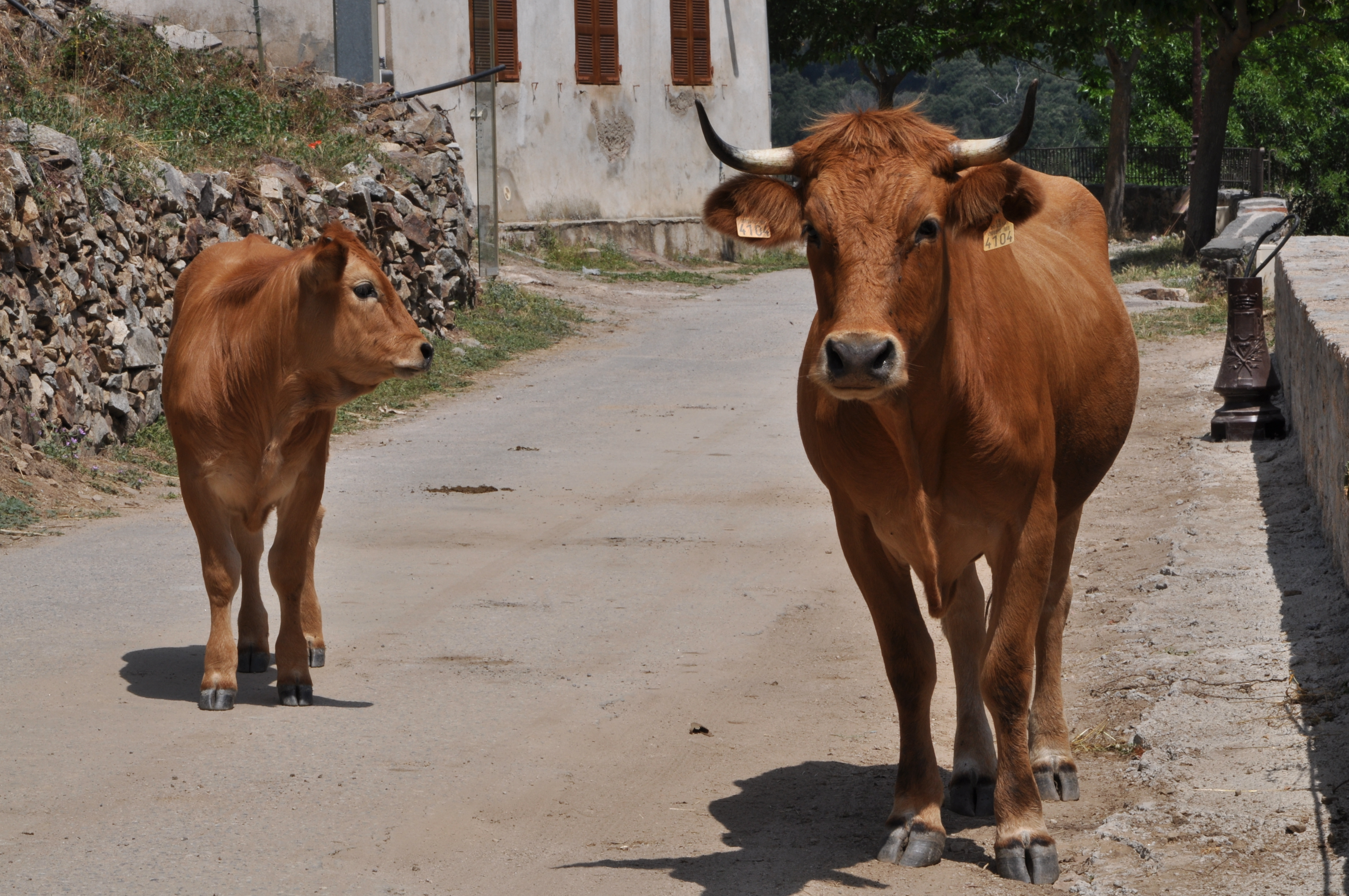
Vache a Mausoleo.

C'est une race élevée pour sa viande. Autrefois, elle était également utilisée pour la traction, mais sa petite taille limitait ses capacités. Elle n'est pas traite, la tradition fromagère corse étant fondée sur le lait de brebis ou de chèvre. Sa production laitière est médiocre, mais suffit à élever un veau par an.
- Bonne résistance à la chaleur,
- Bonne aptitude à transformer une alimentation pauvre (maquis corse),
- Bonne capacité à reconstituer ses réserves corporelles après période de disette (sécheresse estivale),
- Facilité de vêlage (elle vêle seule en plein air),
- Excellentes qualités maternelles.

Actuellement, deux élevages distincts sont pratiqués. En montagne, elle est élevée en race pure, dans des zones où elle est la seule à être rentable. Il s'agit d'un élevage extensif, presque en liberté. Cet élevage fournit des broutards, jeunes taureaux de boucherie (nom local : manzu cf italien : manzo) et des génisses destinées à la reproduction. En zone plus favorable, on trouve des troupeaux de vaches corses femelles, croisées avec des taureaux de races bouchères de meilleure conformation et à croissance plus rapide en élevage intensif.

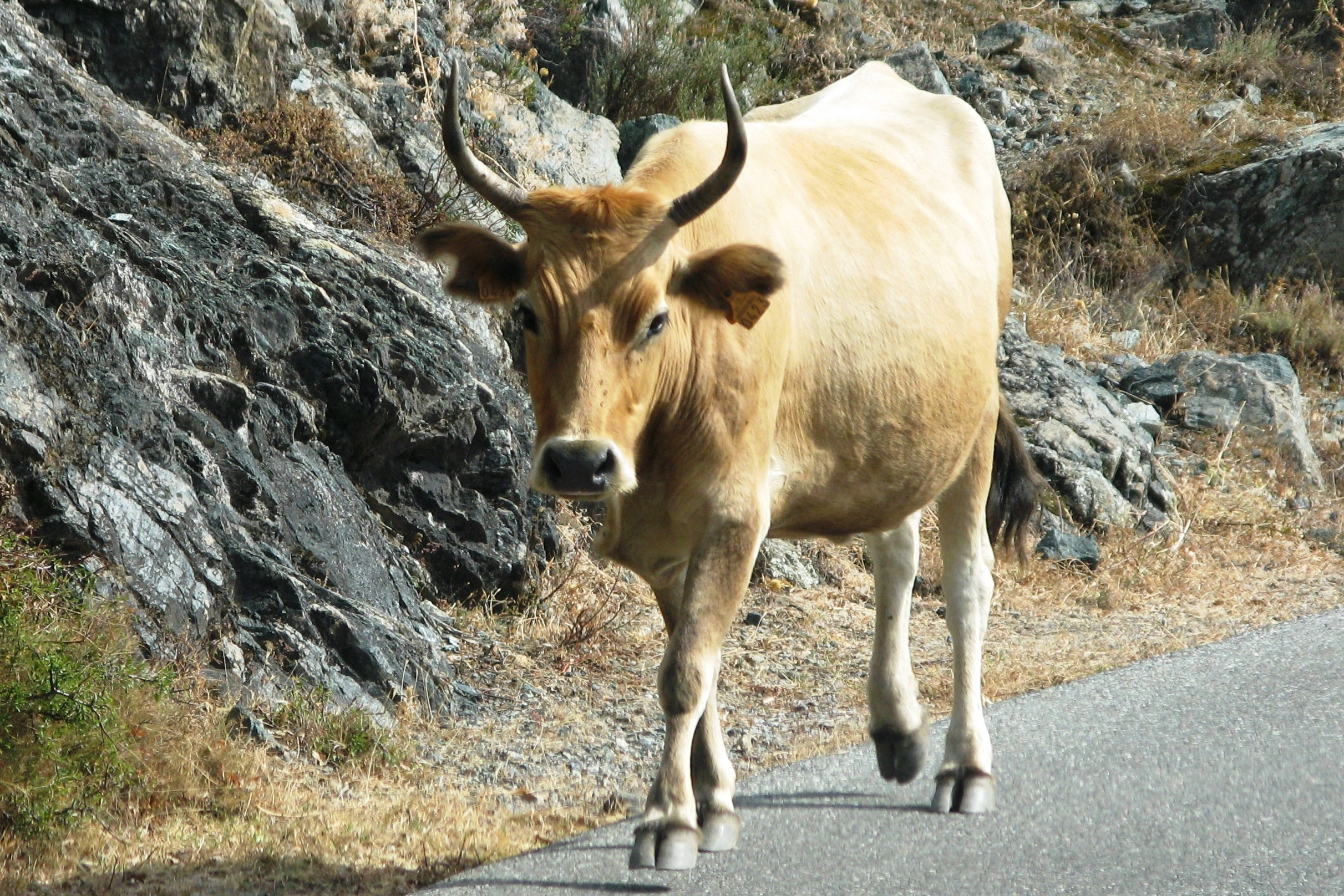
Vache corse sur la route.